# Les Mangeurs de pommes de terre
Les Mangeurs de pommes de terre (en néerlandais, De Aardappeleters) est un tableau de Vincent van Gogh peint en avril 1885 à Nuenen, aux Pays-Bas.
D'abord confiée à Théo Van Gogh pour une éventuelle vente, cette huile sur toile fait partie de l'exposition permanente du musée van Gogh à Amsterdam. Le peintre y a consacré de nombreuses études préliminaires. Bien qu'il n'ait rien laissé à ce sujet, il a cherché systématiquement à renouveler la composition et l'expression :

« Je sens tellement bien ce tableau que je peux littéralement le voir en rêve. »

— Bruce Bernard, Vincent Van Gogh, la passion de voir

## Historique

### Circonstances

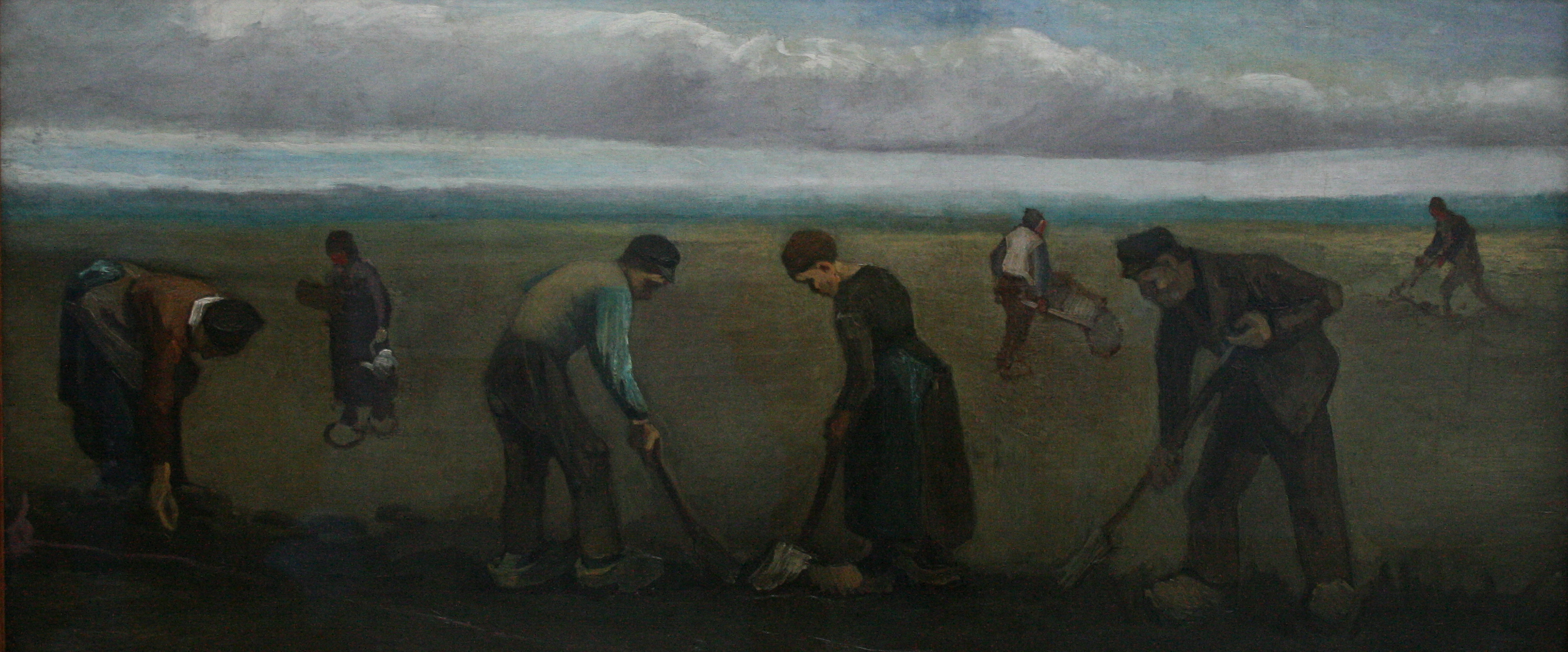
Les Planteurs de pommes de terre, août-septembre 1884, Musée Kröller-Müller (KM 105.684), Otterlo.

C'est à Nuenen, un petit village du Brabant que le talent de Van Gogh se révèle pleinement ; il y réalise de puissantes études à la pierre noire de paysans au travail, mais aussi quelque deux cents tableaux à la palette sombre et aux coups de brosse expressifs, qui confirment son talent de dessinateur et de peintre.
L'atelier au presbytère ne lui suffisant pas, et épris de naturalisme (notamment après ses lectures de Zola), il décide de loger chez l'habitant : mineurs, charbonniers ou tisserands dans un premier temps, puis chez les De Groote, une famille de paysans à qui il paie un loyer minime et perfectionne son art : d'abord des paysages, puis des natures mortes.

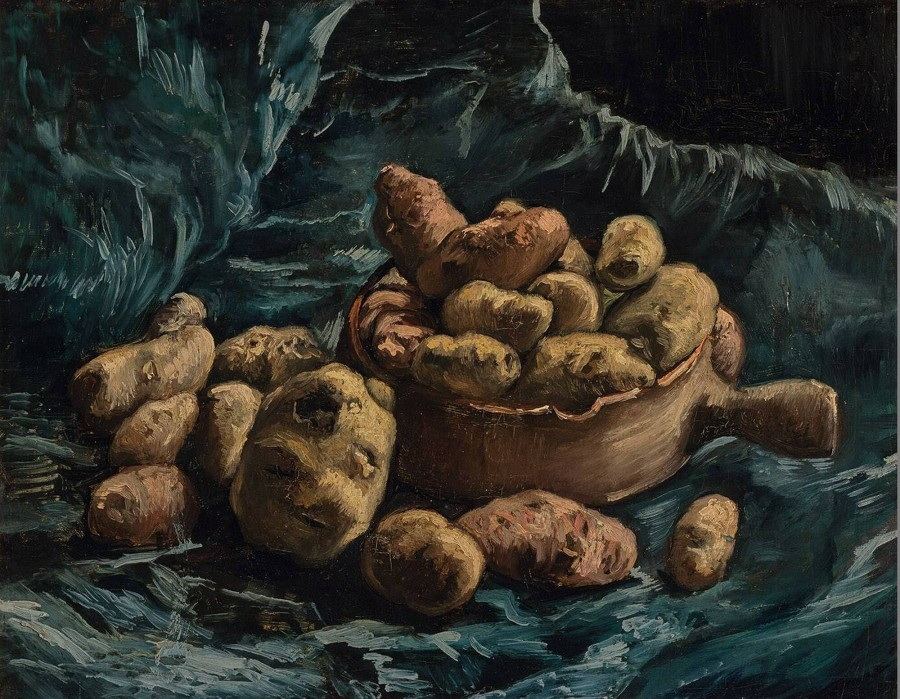
Nature morte avec pommes de terre dans une écuelle, septembre 1885, collection privée.

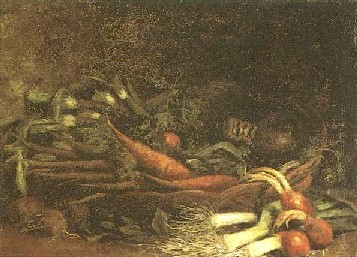
Nature morte avec légumes dans un panier, septembre 1885 Landsberch/Lech (Allemagne), collection Anneliese Brand.

Il peint ensuite des portraits en payant modestement ses modèles.
L'ensemble des œuvres de cette période aboutit aux Mangeurs de pommes de terre, œuvre majeure qui révèle sa sensibilité inquiète et véhémente. La série d'une cinquantaine de visages de paysans, qui occupe Van Gogh de décembre 1884 jusqu'en mai 1885, en constitue un exercice préliminaire.

« Le tableau auquel je suis attelé est autre chose que l'éclairage par des lampes d'un Dou ou d'un van Schendel. Il n'est pas superflu d'attirer l'attention sur le fait qu'une des plus belles trouvailles des peintres de ce siècle a été la peinture de l'ombre, qui est encore de la couleur. »

— Vincent van Gogh, Lettre 402 N à Théo

« Je reviens à l'instant de chez eux, j'ai même travaillé à la clarté de la lampe. »

— Vincent van Gogh, Lettre 399 N à Théo
« Les Mangeurs de pommes de terre est le titre d'un événement qui se produit entre deux lampes qui interviennent au milieu de leur rencontre. En effet, il fait tellement sombre que la lampe qui surplombe la scène ne peut en même temps éclairer la surface de la toile que Van Gogh est en train de réaliser. C'est pourquoi la lumière qui éclaire la table centrale n'est pas la même que celle qui permet de voir sur la toile. Vu l'angle adopté, le point de vue à partir duquel la scène quotidienne devient visible, le tableau est nécessairement placé à contre-jour. Bref, la lumière à partir de laquelle Van Gogh peint n'est pas la même que celle à partir de laquelle il observe la pièce en son ensemble ».
Elle est la preuve de son observation studieuse de l'aspect des paysans comme il les décrit dans une lettre à son frère : « des visages rudes et plats, aux fronts bas et aux grosses lèvres, pas affilées, mais pleines et semblables à celles des tableaux de Millet », dans le but d'arriver à un mélange de couleurs qui rendrait leurs carnations vibrantes et semblables à celle « d'une pomme de terre bien poussiéreuse de terre et bien entendu pas épluchée »,.
Étranger à la mort de son père (survenue le 26 mars 1885), indifférent à la déclaration d'amour de Margot Begemann, Vincent poursuit les études de têtes et de mains qu'il avait entreprises pendant l'hiver : ce sont les éléments expressifs de la figure humaine, que les maîtres anciens - tels que Rembrandt, Frans Hals et Rubens, qu'il admire particulièrement et dont il va voir régulièrement les œuvres au musée d'Anvers - avaient aussi habituellement mis en valeur.

« Rubens fait vraiment sur moi une forte impression. Je trouve ses dessins colossalement bons, je parle des dessins de têtes et de mains. Par exemple, je suis tout à fait séduit par sa façon de dessiner un visage à coups de pinceau, avec des traits d'un rouge pur, ou dans les mains, de modeler les doigts, par des traits analogues, avec son pinceau. »

— Vincent van Gogh, Lettre 459 N à Théo

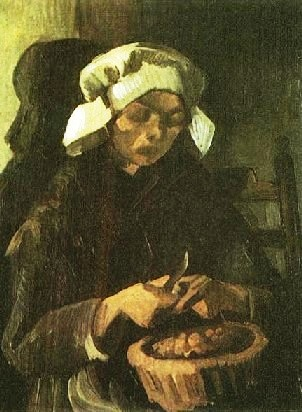
Paysanne pelant des pommes de terre, février 1885, collection privée.

La Tête de paysanne, par exemple, procède de cette technique qu'Eugène Delacroix avait déjà reprise dans sa Mort de Sardanapale). Enfin une autre raison, très pratique, motive sa volonté de peindre une cinquantaine de têtes. Il espère se préparer de cette façon à trouver du travail. Il remarque en effet que la photographie connaît un grand succès auprès du public et se propose d'offrir ses services aux photographes pour colorier et retoucher les fonds des photographies d'après des études peintes « sur le vif ».

Pour la première fois, il songe sérieusement à réaliser une grande composition. Cette série d'études de têtes l'y mène directement. Il révèle ainsi à Théo : 

« Je pense beaucoup à plusieurs grandes choses poussées, et s'il arrivait que je trouve le moyen de rendre les effets que j'ai dans la tête, je garderai ici les études en question, car j'en aurai sûrement besoin à ce moment-là. Ce sera, par exemple, quelque chose comme ceci : Des figures à contre-jour devant une fenêtre, dans un intérieur, j'ai déjà pour cela des études de têtes, tant à contre-jour qu'en pleine lumière, et j'ai déjà peint plusieurs fois le personnage entier, en train de bobiner, de coudre, d'éplucher des pommes de terre . »

— Vincent van Gogh, Lettre 396 N à Théo
Un soir, au retour d'une longue journée passée à traquer le « motif », Van Gogh passe devant la chaumière de la famille de Groot qu'il connaît bien et décide de s'y reposer un instant. Il entre. Un instant saisi par l'obscurité qui règne à l'intérieur, il distingue peu à peu les cinq figures familières groupées autour d'un plat de pommes de terre fumant, à la clarté parcimonieuse d’une lampe à pétrole suspendue au-dessus de la table. « Je tiens mon motif », pense-t-il alors.[réf. nécessaire] Et pourtant, il est venu souvent chez les de Groot, auparavant, parce qu'ils veulent bien poser pour lui de temps en temps, en échange d'un petit peu d'argent. Il a peint à plusieurs reprises la mère, le fils et la petite Gordina, dont le visage n'est pas encore marqué par le dur labeur. Mais là, alors qu'ils sont tous rassemblés dans le clair-obscur de cet espace clos, il se trouve soudain plongé au cœur d'une de ces « nuits » à la Gerard ter Borch.

Vincent fait part à Théo de sa vision avec enthousiasme : 

« Je reviens à l'instant de chez eux, j'ai même travaillé à la clarté de la lampe, bien que l'étude ait cette fois été établie de jour. Voici ce que la composition est devenue : J'ai peint cela sur une toile vraiment grande, et je crois, dans l'état où se trouve maintenant l'esquisse, que le tableau a de la vie. Je sais toutefois, et à coup sûr, que C.M., par exemple, parlera de ‘dessin incorrect’, etc. Sais-tu ce qui peut très bien être dit là-contre ? C'est que, dans la nature, les beaux effets de lumière exigent que l'on travaille très vite. »

— Vincent van Gogh, Lettre 399 N à Théo

Si la vivacité de la touche atteste la rapidité du coup de pinceau, en revanche la facture extrêmement fouillée de la couche picturale indique que la composition a été travaillée à plusieurs reprises. C'est que Van Gogh cherche à appliquer les prouesses techniques qu'il a pu découvrir chez Frans Hals et Rembrandt. Par exemple, 

« Il n'y est pour ainsi dire pas employé de blanc une seule fois, mais simplement la couleur neutre qui se forme quand on mélange du rouge, du bleu de Paris et du jaune de Naples. Cette couleur est donc en soi un gris franc, mais elle fait blanc dans le tableau. »

— Vincent van Gogh, Lettre 405 N à Théo

Vincent se réfère également à la manière de Rembrandt dans le parti de faire émerger les visages et les mains de l'ombre en les éclairant par une source lumineuse provenant du milieu du tableau et non de la lampe dont le rôle plastique, purement fictif, constitue une entorse de plus à la « vérité littérale ». Trouvant son premier essai trop clair, en particulier la couleur des chairs, il confie à Théo dans la même lettre : 

« Eh bien, je les ai repeintes, sans hésiter, sans pitié, et la couleur avec laquelle elles sont faites maintenant est à peu près celle d'une pomme de terre bien poussiéreuse, naturellement non épluchée. En peignant cela, je pensais encore à ce qu'on a dit, si justement, des paysans de Millet : « Ses paysans semblent peints avec la terre qu'ils ensemencent »

— Lettre 405 N à Théo
Les Mangeurs de pommes de terre ne sont pas une scène de genre à la Gérard Dou. Les personnages de Van Gogh ne sont pas ces gais lurons qui paraissent toujours vivre sans autre souci que de se préoccuper de quelque libertinage. Il s'en est clairement expliqué.
Se comparant à un tisserand qui, pour obtenir une étoffe de couleur vive ou iridescente, insère dans sa trame des fils de couleurs différentes afin d'obtenir une couleur « cassée » et non pas uniforme, Vincent écrivait à Théo : 

« J'ai voulu, tout en travaillant, faire en sorte qu'on ait une idée que ces petites gens, qui, à la clarté de leur lampe, mangent leur pommes de terre en puisant à même le plat avec les mains, ont eux-mêmes bêché la terre où les patates ont poussé ; ce tableau, donc, évoque le travail manuel et suggère que ces paysans ont honnêtement mérité de manger ce qu'ils mangent. […] J'ai eu en main, pendant tout cet hiver, les fils de ce tissu, cherché à en comprendre le modèle définitif ; si le tissu a pour finir un aspect rude et grossier, les fils n'en sont pas moins choisis avec soin et selon certaines règles. »

— Vincent van Gogh, Lettre 404 N à Théo, Nuenen, 30 avril 1885
.

La valeur morale du tableau est évidente. Il s'adresse spécialement aux citadins, bien souvent ignorants des conditions de vie à la campagne : 

« Pour la même raison, on aurait tort, selon moi, de donner à un tableau de paysans un certain poli conventionnel. Si une peinture de paysans sent le lard, la fumée, la vapeur qui monte des pommes de terre, tant mieux ! Ce n'est pas malsain. Si une étable sent le fumier, bon! Une étable doit sentir le fumier. Si un champ exhale l'odeur de blé mûr, de pommes de terre, d'engrais, de fumier, cela est sain, surtout pour les citadins. Par de tels tableaux, ils acquièrent quelque chose d'utile. Mais un tableau de paysans ne doit pas sentir le parfum. »

— Vincent van Gogh, Lettre 404 N à Théo, Nuenen, 30 avril 1885
Dans Les Mangeurs de pommes de terre, il réalise picturalement tout ce qu'il avait tenté de faire jusqu'ici sans succès sur des chemins qui s'étaient transformés en autant d'impasses.

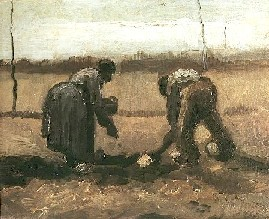
Paysan et paysanne plantant des pommes de terre, ou Le Travail des champs, avril 1885, Kunsthaus, Zurich.

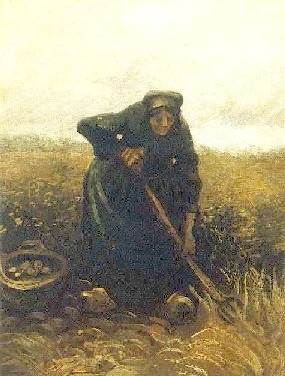
Paysanne arrachant des pommes de terre, août 1885, Anvers, Koninklijk Museum voor Schone Kunsten.

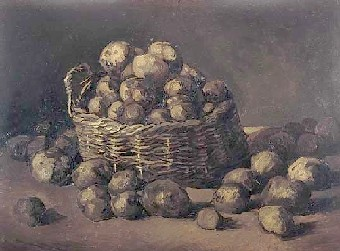
Nature morte avec pommes de terre dans un panier, septembre 1885, Amsterdam, Rijkmuseum Vincent Van Gogh, Fondation Van Gogh.

Le profond contenu moral de la peinture « des paysans à table » et, surtout, le ton sombre qui l'envahit devaient, comme l'exprimait Vincent dans une lettre plus tardive à son frère[réf. nécessaire], fonctionner comme une sorte d'antidote à l'orgie chromatique offerte à son pinceau par l'exubérante nature du Sud.

### Détails de l'œuvre
L'homme boit le café que vient de servir la femme, les autres personnages coupent la nourriture. On peut bien voir l'attention aux détails que Vincent Van Gogh met dans sa peinture, par exemple en regardant les mains des personnages coupant la nourriture. Ce tableau décrit une scène typique du monde paysan, que Van Gogh a réalisé en se basant sur le contraste entre la luminosité et l'ombre. Van Gogh a ainsi réalisé plus de cinq cents tableaux décrivant des scènes populaires.
Les couleurs dont Vincent pouvait disposer, et leur prix, déterminent tout autant sa palette (de la couleur la plus sombre à la moins foncée : Noir, Vert-olive, Terre d'ombre, Ocre pâle, Terre de Sienne, Jaune) que le sombre paysage de Nuenen. Les teintes verdâtres de ce tableau auraient pu ne jamais plaire aux galeries parisiennes. Par conséquent pour faire ressortir les rehauts clairs il tenait à l'exposer dans un cadre doré, ou en cuivre. 
Un noir très dense donne de la profondeur au regard.
Des ombres très noires donnent la sensation de l'étoffe aux casquettes et aux vêtements.
Son souci est de mettre en scène une lumière aussi intense que celle de son maître Rembrandt. La lampe à huile est un symbole fondamental en peinture, mais la douce lumière d'ambiance est très rare chez Van Gogh. La jeune fille de dos, dont la silhouette se découpe dans l'ombre, donne au tableau son centre de gravité.
Dans le même temps, stagiaire chez un imprimeur de la région, il voudra s'exercer à la lithographie et faire une cinquantaine de copies de l'œuvre, souvent caractérisées par leur disposition inversée.

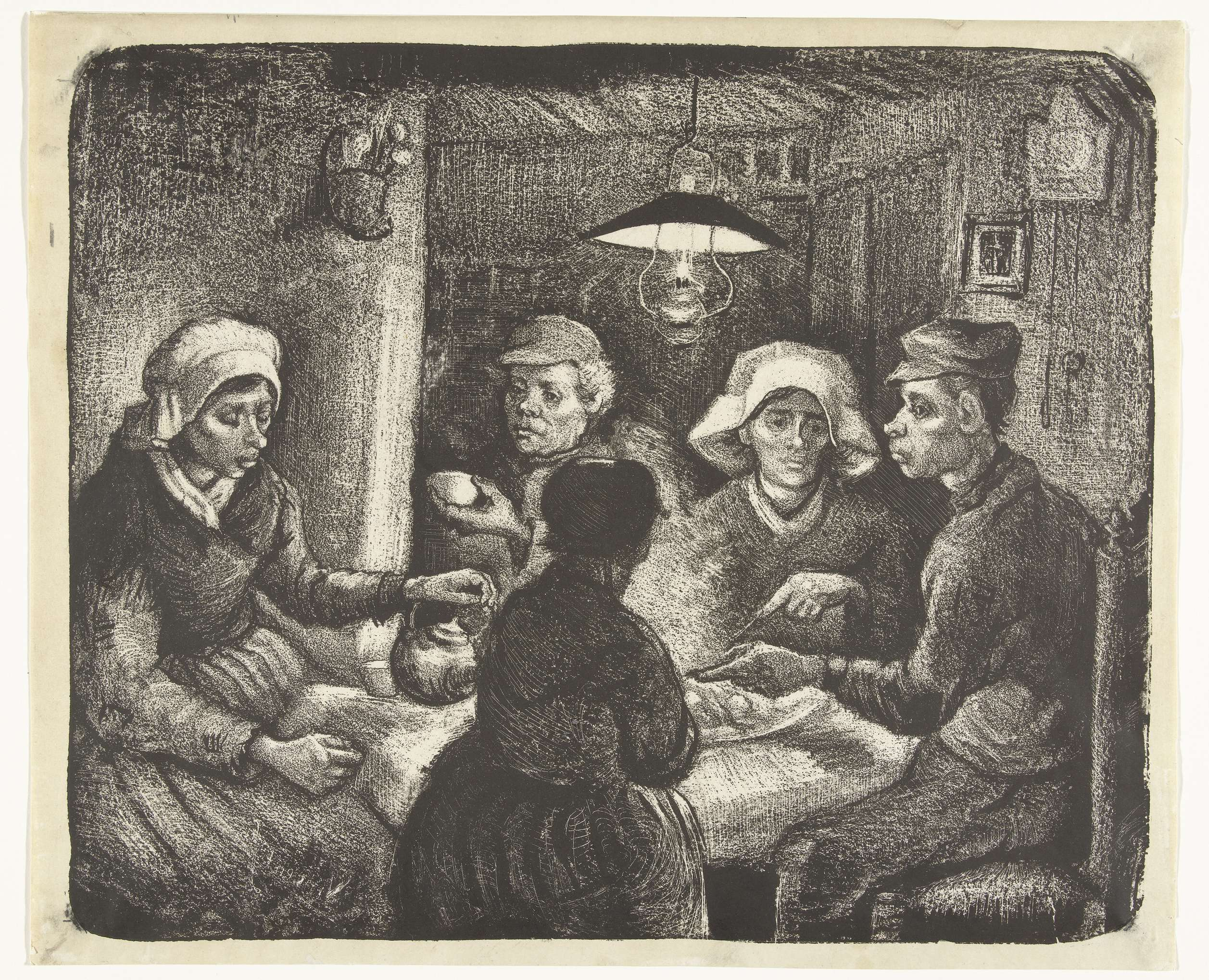
Die Kartoffelesser, lithographie de 1885.

Techniquement, son œuvre présente encore bien des maladresses, néanmoins la période de Nuenen est rachetée par une inspiration sincère et sa volonté d'un témoignage humain exemplaire, révélateurs des idéaux de Van Gogh et de sa problématique intérieure.

Le tableau devint un manifeste : 

« Parmi mes propres travaux, je considère le tableau des paysans mangeurs de pommes de terre, que j'ai peint à Nuenen comme étant en fin de compte ce que j'ai fait de mieux . »

— Lettre 1 N à Wil, Paris,  1887
 Encore à Paris, deux bonnes années après l'achèvement de cette toile, il estime face à sa sœur, que Les Mangeurs de pommes de terre constituent son œuvre la plus réussie. Elle demeura en fin de compte la seule qu'il considérera comme digne d'être présentée au public. Il demanda à Théo d'en faire bon usage, car ce tableau lui seul voyait Vincent intégré dans la lignée d'un Jean-François Millet ou d'un Breton, c'est en lui uniquement qu'il sentait représentées les valeurs dont la transmission était imposée par un art véritable. Ce n'est que dans le cas des Mangeurs de pommes de terre qu'il insista sur la valeur de marchand d'art de son frère. S'il devait un jour parvenir à faire carrière, ce serait exclusivement en tant que peintre de ce tableau. Il avait ici extériorisé toute son ambition. Étant donné qu'il vivait à la campagne, la pauvreté mise en scène d'un repas de paysans était la preuve exemplaire de son caractère artistique authentique. Car ici, il se trouvait dans son métier d'origine. L'ami du peuple, le paysan par passion, l'ascète par sympathie : son style de vie même était disponible si son tableau récoltait reconnaissance ou désaveu. L'homme n'était pas séparable du peintre ; dans ce tableau, une conception du monde se concentrait sur une évolution déterminée par le destin.

Cinq ans plus tard, le 29 avril 1890, en convalescence à Saint-Rémy-de-Provence, Vincent terminait une triste lettre à Théo par cette prière : 

« Veuillez m'envoyer ce que tu trouves de ‘figures’ dans mes vieux dessins, j'y songe de refaire le tableau des paysans dînant, effet de lumière de lampe. Cette toile doit être toute noire à présent, peut-être pourrais-je de tête la refaire entièrement. Tu m'enverras surtout les ‘Glaneuses’ et des ‘Bêcheurs’, s'il y en a encore. Puis, si tu veux, je referai la vieille tour de Nuenen et la chaumière. »

— Vincent van Gogh, Lettre 629 N à Théo
Il était convaincu que s'entraîner sur la peinture du passé, retourner à des sujets du Nord, comme les Mangeurs de pommes de terre, et s'éloigner des éblouissants paysages du Sud — l'artiste imputait à cette région son état de santé précaire — favoriseraient sa guérison définitive. (…) Le retour aux origines de sa recherche picturale, aux valeurs sûres de la civilisation paysanne du Nord représentera, dans les derniers mois de la vie de l'artiste, l'unique possibilité de salut grâce à la récupération de motifs porteurs de sa propre existence.
Peu de temps après, il rejoignait son frère à Paris.

## Composition

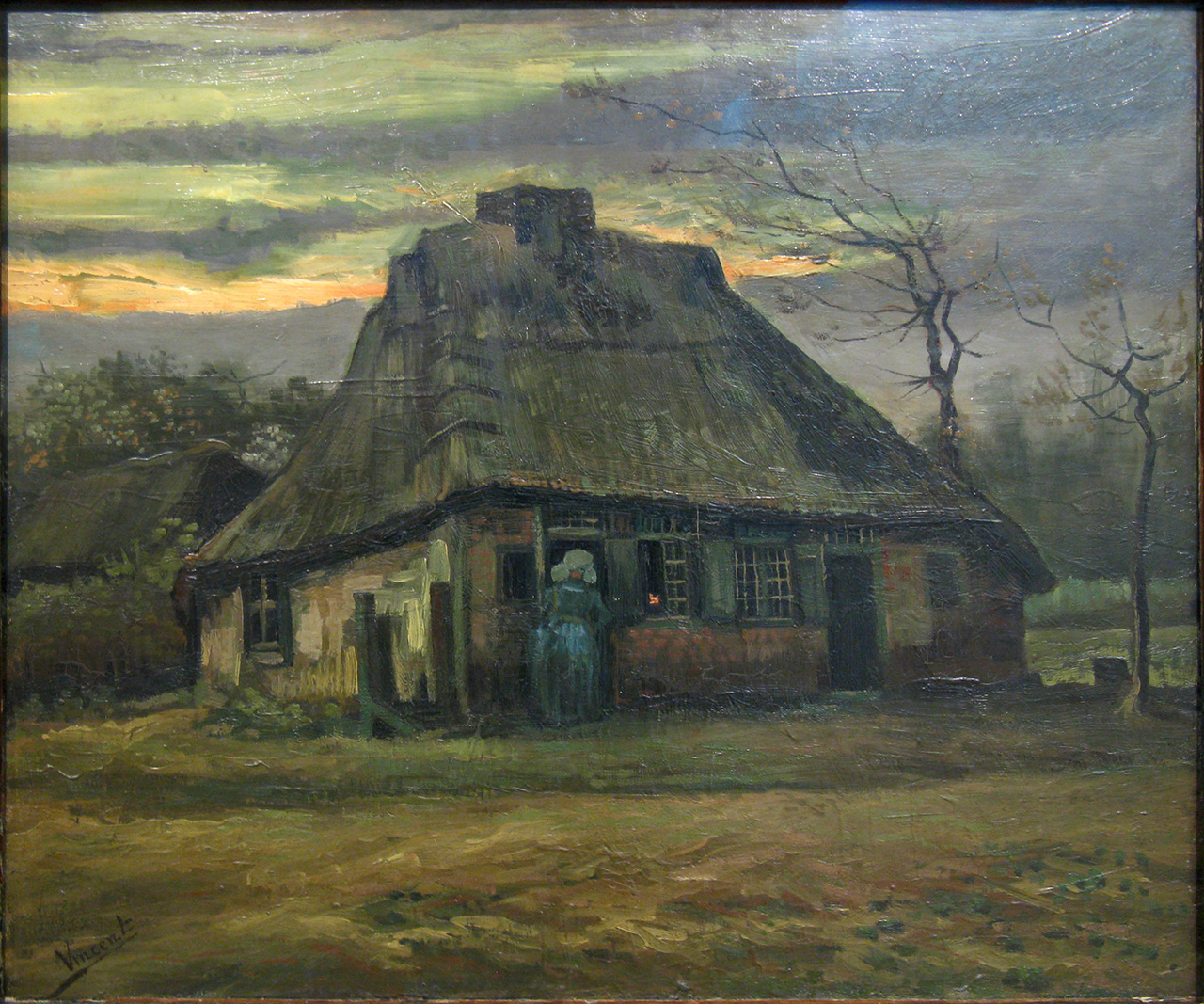
Le Cottage, 1885. Musée Van Gogh, Amsterdam (F83). Le cottage abritait deux familles, dont l'une était les De Groots, modèles des Mangeurs de pommes de terre.

En mars et au début d'avril 1885, van Gogh esquissa des études pour le tableau et correspondit avec son frère Théo, qui n'était pas impressionné par son travail en cours, ni par les croquis que Van Gogh lui avait envoyés à Paris.  Vincent a travaillé sur la peinture du 13 avril au début du mois de mai, date à laquelle elle a été principalement réalisée, à l'exception de modifications mineures qu'il a apportées au pinceau fin plus tard la même année.
Van Gogh dit qu'il voulait peindre les paysans tels qu'ils étaient vraiment. Il a délibérément choisi des modèles grossiers et laids, pensant qu'ils seraient naturels et intacts dans son travail fini.
Écrivant à sa sœur Willemina deux ans plus tard à Paris, Van Gogh considérait toujours Les Mangeurs de pommes de terre comme son tableau le plus réussi : « Ce que je pense de mon propre travail, c'est que le tableau des paysans mangeant des pommes de terre que j'ai fait à Nuenen est après tout la meilleure chose que j'ai faite ».
Ce tableau est une étude sociologique détaillée, un reportage sur la vie des paysans pauvres du sud de Brabant à la fin du dix-neuvième siècle.
C’est aussi le Journal d’un apprentissage de la couleur, du clair-obscur, une préparation intense.
Cependant, l'œuvre fut critiquée par son ami Anthon van Rappard peu de temps après qu'elle eut été peinte. Ce fut un coup porté à la confiance de Van Gogh en tant qu'artiste émergent, et il écrivit à son ami : « Tu n'avais pas le droit de condamner mon travail comme tu l'as fait. » (juillet 1885), et plus tard, « Je suis toujours à faire ce que je ne sais pas encore faire pour apprendre à le faire. » (août 1885)
Vincent van Gogh est connu pour avoir admiré le peintre belge Charles de Groux et notamment son œuvre La Bénédiction avant le souper. L'œuvre de De Groux est une représentation solennelle d'une famille paysanne disant la grâce avant le souper. La peinture était étroitement liée aux représentations chrétiennes de la Cène. Les Mangeurs de pommes de terre de Van Gogh ont été inspirés par ce travail de De Groux, et des connotations religieuses similaires peuvent être identifiées dans le travail de Van Gogh,.

## Versions

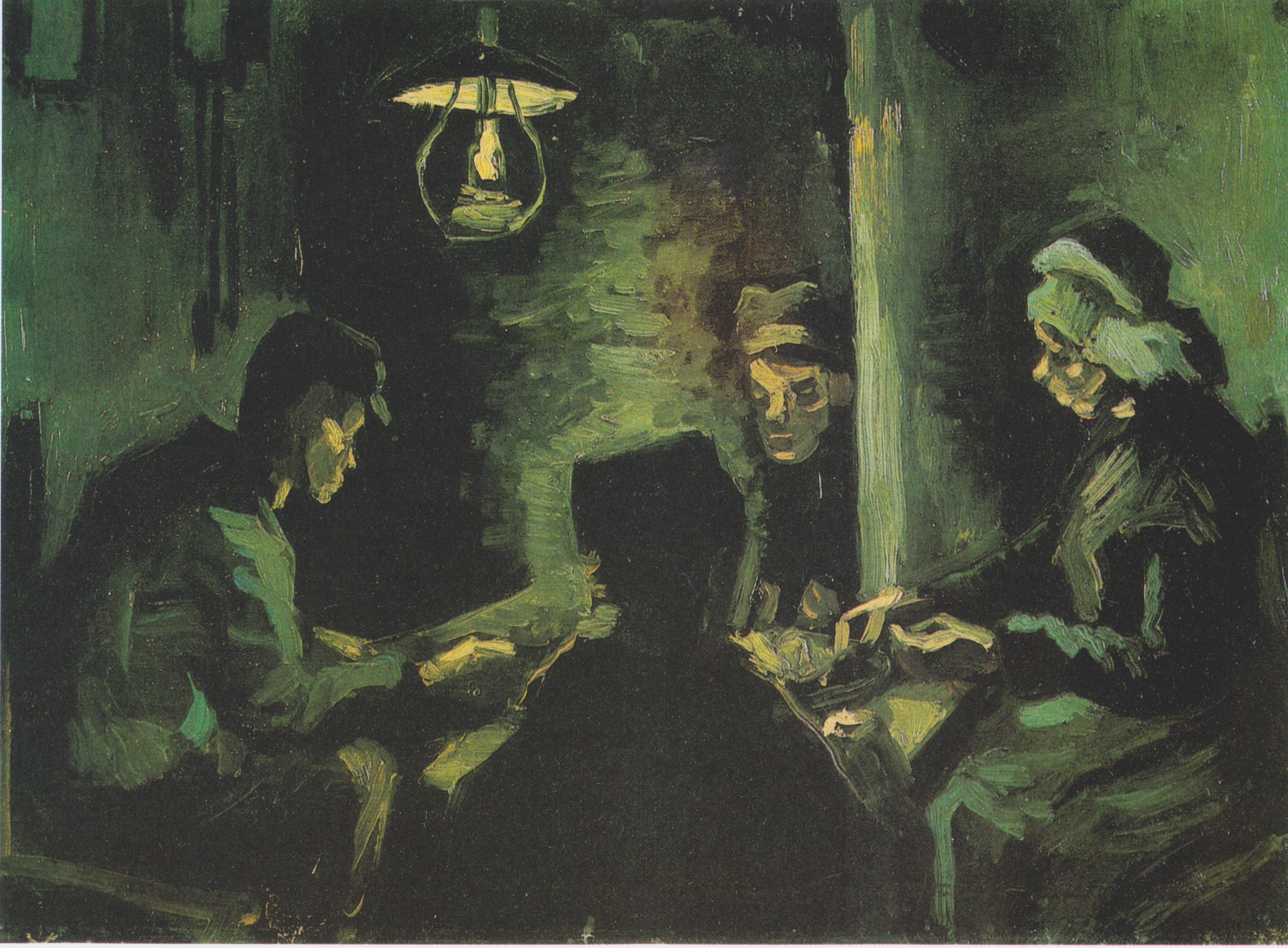
Première étude pour Les Mangeurs de pommes de terre, fév.-mars 1885. Musée Van-Gogh (s0135V1962r).
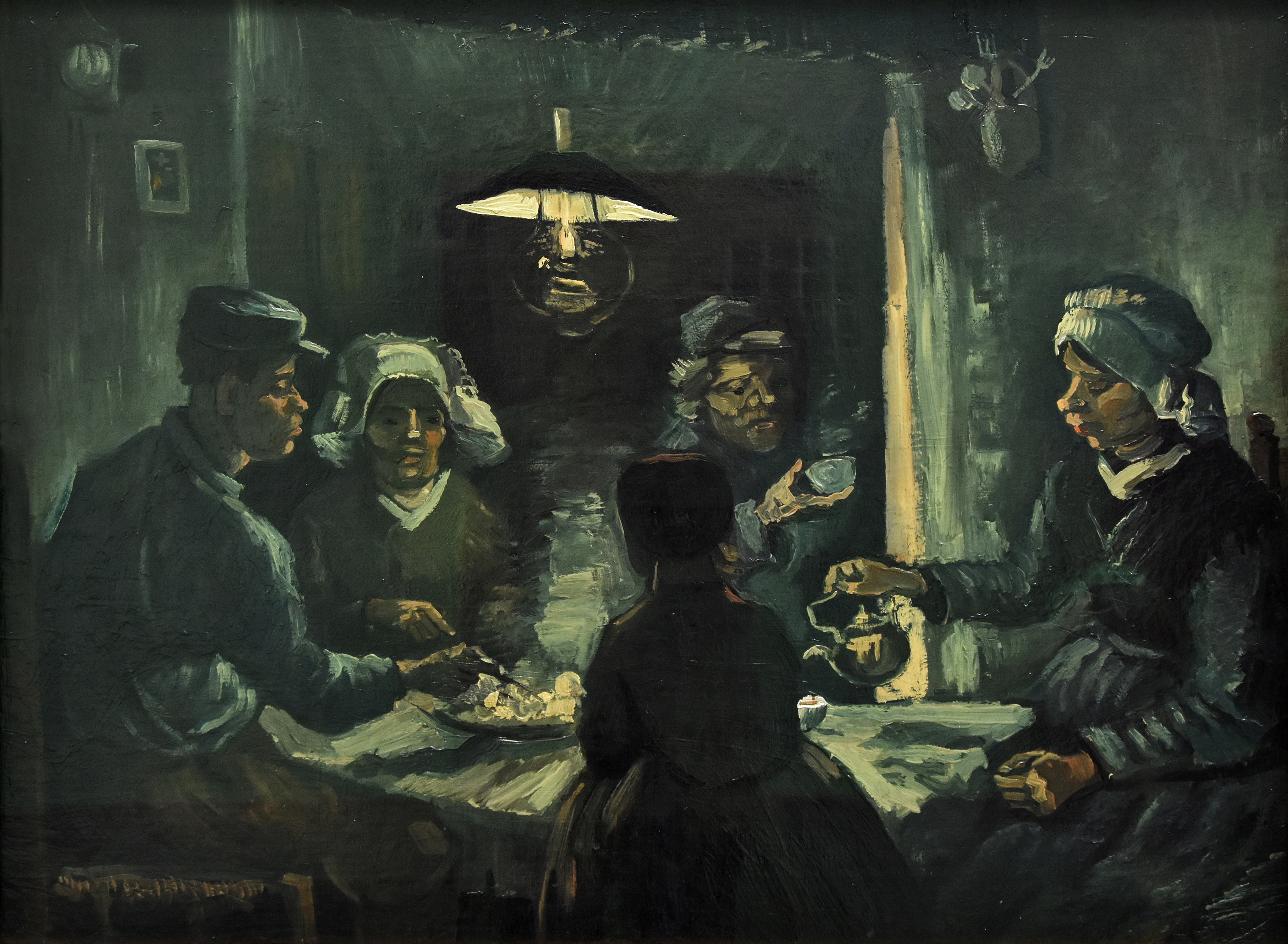
Deuxième étude pour Les Mangeurs de pommes de terre, avril 1885. Musée Kröller-Müller (KM 109.982).

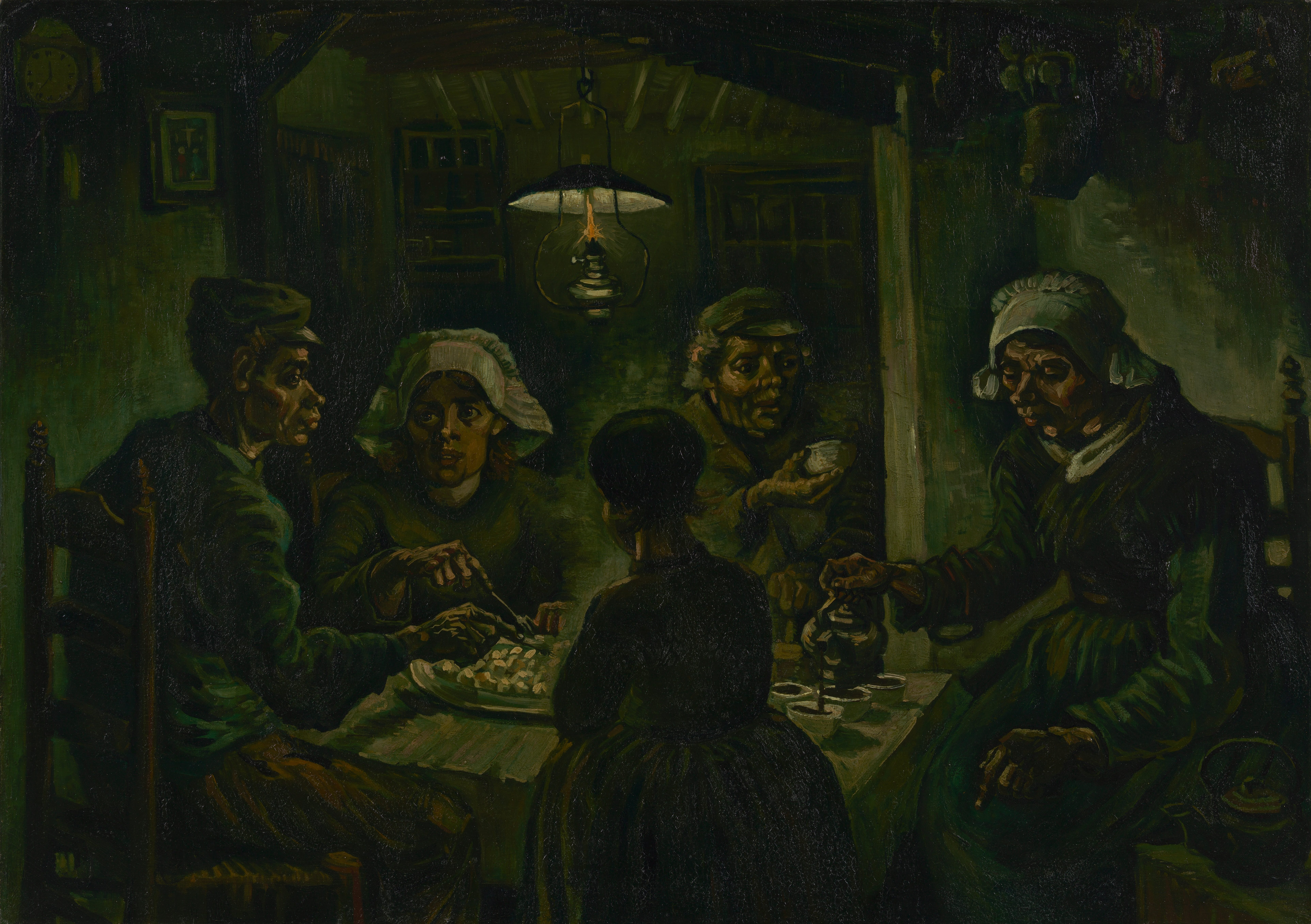
Les Mangeurs de pommes de terre, avril 1885, version définitive. Musée Van-Gogh (s0005V1962).